# Бжезьниця (Конецький повіт)
Бжезьниця (пол. Brzeźnica) — село в Польщі, у гміні Ґоварчув Конецького повіту Свентокшиського воєводства.
Населення — 76 осіб (2011).
У 1975-1998 роках село належало до Радомського воєводства.

## Демографія
Демографічна структура на день 31 березня 2011 року:
|          | Загалом | Допрацездатний вік | Працездатний вік | Постпрацездатний вік |
| -------- | ------- | ------------------ | ---------------- | -------------------- |
| Чоловіки | 40      | 9                  | 26               | 5                    |
| Жінки    | 36      | 7                  | 19               | 10                   |
| Разом    | 76      | 16                 | 45               | 15                   |